# KNVB beker 1988-1989
La Coppa d'Olanda 1988-1989 fu la 71ª edizione del trofeo nazionale dei Paesi Bassi

## Primo Turno
Giocati l'1 e 2 ottobre 1988.
| Squadra 1        | Risultato   | Squadra 2        |
| ---------------- | ----------- | ---------------- |
| NSVV             | 1 - 4       | Twente           |
| VV OVV           | 0 - 4       | Den Bosch        |
| Quick Boys       | 1 - 2       | Fortuna Sittard  |
| RCH              | 0 - 5       | Feyenoord        |
| VV Rheden        | 1 - 2       | PSV              |
| Rijnsburgse Boys | 3 - 2       | Cambuur          |
| ROHDA Raalte     | 1 - 1 (dts) | Den Haag         |
| RVVH             | 0 - 7       | MVV              |
| Enschede         | 0 - 2       | RBC Roosendaal   |
| Heracles Almelo  | 2 - 3       | Utrecht          |
| Spakenburg       | 3 - 2       | DS '79           |
| SVV              | 0 - 6       | Ajax             |
| TOP Oss          | 2 - 3 (dts) | Veendam          |
| SV Venray        | 1 - 2       | PEC Zwolle       |
| Vlissingen       | 2 - 1       | De Graafschap    |
| VVOG             | 3 - 1       | Excelsior        |
| ACV              | 1 - 3 (dts) | Heerenveen       |
| Bennekom         | 1 - 2       | Groningen        |
| Blauw-Wit        | 1 - 0       | Go Ahead Eagles  |
| De Bataven       | 0 - 3       | Wageningen       |
| De Treffers      | 0 - 4       | Haarlem          |
| DHC Delft        | 1 - 4       | Vitesse          |
| DOS Kampen       | 0 - 4       | AZ Alkmaar       |
| DOVO             | 3 - 5       | VVV-Venlo        |
| USV Elinkwijk    | 0 - 1       | Eindhoven        |
| Emmen            | 2 - 7       | Willem II        |
| Enter Vooruit    | 0 - 3       | Volendam         |
| VV Geldrop/AEK   | 2 - 5       | Roda JC          |
| Helmond Sport    | 2 - 0       | N.E.C.           |
| IJsselmeervogels | 0 - 2       | RKC Waalwijk     |
| TSV Longa        | 1 - 4       | Sparta Rotterdam |
| NAC Breda        | 0 - 0 (dts) | Telstar          |

## Secondo Turno
Giocate il 18, 19 e 20 novembre 1988.
| Squadra 1        | Risultato   | Squadra 2        |
| ---------------- | ----------- | ---------------- |
| PSV              | 2 - 1       | Volendam         |
| Rijnsburgse Boys | 2 - 4       | Willem II        |
| RKC Waalwijk     | 1 - 6       | Feyenoord        |
| Spakenburg       | 1 - 4       | AZ Alkmaar       |
| Vlissingen       | 2 - 0       | Den Bosch        |
| VVOG             | 3 - 1 (dts) | Helmond Sport    |
| VVV-Venlo        | 3 - 4 (dts) | Groningen        |
| Wageningen       | 1 - 5       | Vitesse          |
| Ajax             | 4 - 1       | PEC Zwolle       |
| Blauw-Wit        | 1 - 3       | Sparta Rotterdam |
| Eindhoven        | 2 - 3 (dts) | Telstar          |
| Den Haag         | 1 - 0       | Roda JC          |
| Twente           | 1 - 0       | Veendam          |
| Utrecht          | 5 - 0       | RBC Roosendaal   |
| Fortuna Sittard  | 1 - 1 (dts) | Haarlem          |
| MVV              | 1 - 3       | Heerenveen       |

## Ottavi
Giocati tra il 1° e il 15 febbraio 1989.
| Squadra 1  | Risultato   | Squadra 2        |
| ---------- | ----------- | ---------------- |
| Ajax       | 2 - 1       | Utrecht          |
| AZ Alkmaar | 2 - 1       | Fortuna Sittard  |
| Den Haag   | 3 - 2       | Sparta Rotterdam |
| Feyenoord  | 0 - 2       | Willem II        |
| PSV        | 2 - 0       | Twente           |
| Telstar    | 0 - 2 (dts) | Vlissingen       |
| Vitesse    | 1 - 0       | Heerenveen       |
| VVOG       | 0 - 1       | Groningen        |

## Quarti
Giocati tra l'8 e il 15 marzo 1989.
| Squadra 1  | Risultato   | Squadra 2 |
| ---------- | ----------- | --------- |
| Vlissingen | 0 - 3       | Den Haag  |
| AZ Alkmaar | 0 - 2       | PSV       |
| Groningen  | 3 - 0       | Ajax      |
| Willem II  | 1 - 1 (dts) | Vitesse   |

## Semifinali
Giocate il 12 aprile 1989.
| Squadra 1 | Risultato | Squadra 2 |
| --------- | --------- | --------- |
| Groningen | 5 - 1     | Willem II |
| PSV       | 5 - 2     | Den Haag  |

## Finale
| Squadra 1 | Risultato | Squadra 2 |
| --------- | --------- | --------- |
| PSV       | 4 - 1     | Groningen |

| Arbitro: | John Blankenstein |

|                                        |           |            |
| Romário 2’ Ellerman 45’, 53’ Kieft 79’ | Marcatori | 78’ Meijer |